# سامانه افزونی ناپایدار جهش‌ها
سامانه افزونی ناپایدار جهش‌ها (به انگلیسی: Amplification Refractory Mutation System) یا ARMS روشی ساده و سریع برای تشخیص جهش‌های نقطه ای، چند شکلی‌های طول قطعه محدود شده، حذف RFLP یا اضافه شدن کوچک در توالی ملکول دی‌ان‌ای می‌باشد.

## اساس
اساس این روش بر پایه تفاوت نوکلئوتید انتهای ۳ʼ پرایمرها برای آللهای مختلف بنا شده‌است. این روش تکثیر اختصاصی آللها توسط واکنش زنجیره‌ای پلیمراز نیز خوانده می‌شود. در این روش دو واکنش PCR با استفاده از یک ملکول دی‌ان‌ایی الگو انجام می‌شود، که در هر واکنش پرایمر مشترک به همراه یکی از دو پرایمر اختصاصی آلل مورد استفاده قرار می‌گیرد. در یکی از واکنشها پرایمر جهت تکثیر از روی یک آلل و در واکنش دوم پرایمردیگر آلل دوم را تکثیر می‌کند. حالت اختصاصی این پرایمرها برای هر یک از این آللها ناشی از تفاوت در نوکلئوتید انتهای ۳ʼ آنها است و مربوط به محل متفاوت بین دو آلل می‌باشد. لازم است ذکر شود که در این واکنش استفاده از Tag دی‌ان‌ای پلی مراز یا یک دی‌ان‌ای پلی مراز مشابه که فاقد خاصیت اگزونوکلئازی ۳ʼ به ۵ʼ می‌باشد ضروری است. استفاده از یک آنزیم اصلاح کننده باعث برداشته شدن باز جفت نشده انتهای ۳ʼ شده و توانایی افتراق دو آلل در واکنش منتفی می‌گردد.
همچنین آنزیم مورد استفاده نباید توانایی شروع همانندسازی از محل یک باز جفت نشده در انتهای ۳ʼ پرایمر را داشته باشد چرا که عدم همانندسازی از محل باز جفت نشده انتهای ۳ʼ و عدم تشکیل محصول، اساس واکنش ARMS است. حالت دیگر این است که باز انتهای ۳ʼ کاملاً جفت شده و تکثیر با کارایی بالا انجام و محصول مشخص بدست می‌آید. محصول تولیدی را می‌توان به سهولت توسط الکتروفورز بر روی ژل آگارز بررسی کرد. به عنوان مثال زمانی که به علت یک جهش نقطه ای نوکلئوتید G با C در ملکول دی‌ان‌ای جایگزین شده و برای آن پرایمری اختصاصی طراحی شود (یعنی پرایمر در انتهای G 3ʼ دارد) این پرایمر قادر نیست در انتهای ۳ʼ به ملکول دی‌ان‌ای طبیعی که دارای G است متصل شود، در نتیجه هیچ محصول PCRی تولید نمی‌شود. در صورت حضور ملکول دی‌ان‌ایی جهش یافته دارای C انتهای ۳ʼ، پرایمر به آن متصل شده و واکنش پلیمریزاسیون انجام می‌شود و محصول اختصاصی PCR تولید شده توسط الکتروفورز قابل روئیت خواهد بود. پرایمرهای واکنش ARMS بر اساس توالی دی‌ان‌ایی ژنومی طراحی شده و طول مطلوب آنها در حدود ۳۰ نوکلئوتید می‌باشد. جهت افزایش قدرت تمایز بین آلل‌ها در واکنش، در طراحی پرایمر بازهای ناسازگار به‌طور عمد در نزدیکی انتهای ۳ʼ پرایمر وارد می‌شود.
در صورتی که دقت لازم صورت نگیرد کارایی واکنش افت خواهد کرد. هر چه باز ناسازگار عمدی نزدیکتر به انتهای ۳ʼ قرار بگیرد، اثر ناپایدارسازی آن بیشتر خواهد بود. لازم است پرایمر مشترک طولی برابر با پرایمرهای اختصاصی آلل و در حدود ۵۰٪ GC داشته باشد. محل آن نیز باید به نحوی انتخاب شود که یک محصول متعارف بدست آید. پرایمرهای کنترل که برای کارایی واکنش PCR به کار می‌روند باید به نحوی انتخاب شوند که خصوصیات آنها مشابه پرایمر مشترک بوده و محصول تکثیر شده نیز طولی متفاوت با طول محصول ARMS داشته باشد به طوری که بر اساس تفاوت در طول بر روی ژل آگارز قابل افتراق باشند. پرایمرهای مشترک و کنترل لازم است از نظر عدم وجود نواحی مکمل در انتهای ۳ʼ پرایمرهای اختصاصی آللها بررسی شوند.